# Atarba delicatula
Atarba delicatula är en tvåvingeart som först beskrevs av Philippi 1866.  Atarba delicatula ingår i släktet Atarba och familjen småharkrankar. Inga underarter finns listade i Catalogue of Life.